# Il raggio della morte
Il raggio della morte (Луч смерти) è un film del 1925 diretto da Lev Kulešov.

## Trama
I padroni della fabbrica "Helios", di un non specificato paese capitalista (ma i cartelli in tale paese sono in un francese raffazzonato) opprimono i lavoratori. Fra questi proletari – che hanno addentellati con Mosca - e l'élite fascio-clericale del luogo nasce quindi uno scontro, dagli esiti incerti, che ha come oggetto del contendere il "raggio della morte" ideato dall'ingegner Podobed.